# Philippe Habert (politologue)
Pour les articles homonymes, voir Philippe Habert et Habert.
Philippe Habert, né le 22 août 1958 à Neuilly-sur-Seine et mort le 5 avril 1993 à Paris, est un politologue français.

## Biographie

### Jeunesse et études
Philippe Habert naît dans une famille modeste. Il étudie à l'Institut d'études politiques de Paris, dont il est diplômé en 1984. Il obtient ensuite un diplôme d'études supérieures en études politiques au sein de l'institut, en 1986.
Il obtient le titre de docteur en science politique pour une thèse dirigée par Alain Lancelot sur le « Le nouvel électeur français ».

### Parcours professionnel
Philippe Habert est nommé maître de conférence à l'Institut d'études politiques de Paris. Il fait partie du petit groupe dirigeant rassemblé par le directeur Alain Lancelot, aux côtés de Richard Descoings, Dominique Reynié, Laurence Parisot.
Il est aussi directeur des études politiques du journal Le Figaro et consultant à TF1.

### Vie privée
Le 12 septembre 1992, il épouse à la mairie du 5e arrondissement de Paris, Claude Chirac, fille cadette du maire de Paris Jacques Chirac et sa conseillère de communication. C'est par l'intermédiaire de son conseiller Pierre Charon que Chirac rencontra Habert. Claude Chirac a comme témoins Nicolas Sarkozy et Jean-Michel Goudard. 
La relation du couple devient vite tumultueuse à la suite d'une déclaration en direct à la télévision, le 4 janvier 1993, lorsque Habert critique Édouard Balladur, allié de son beau-père, Claude Chirac désavouant alors publiquement ces propos.
Le 5 avril 1993, Philippe Habert est retrouvé mort à son domicile parisien situé dans le 3e arrondissement de Paris. Les circonstances de sa mort sont attribuées après autopsie à un empoisonnement. Il pourrait s'agir d'un suicide ou d'un accident par absorption de médicaments,. En 2019, sa mère affirme que son fils ne s'est pas suicidé.
Il est inhumé au cimetière parisien de Pantin (10e division).

## Prix Philippe-Habert de sciences politiques
Le prix Philippe-Habert est décerné conjointement chaque année depuis 1995 par Le Figaro et par Sciences Po. Le comité d'attribution est placé sous la présidence d'honneur de Bernadette Chirac.
Quelques lauréats
- 1994 : Pierre Mathiot (catégorie « Jeunes espoirs »), Jean-Marie Donegani[8]
- 1997 : Christine Guionnet (catégorie « Jeunes espoirs »)
- 1998 : Lucien Jaume[9]
- 2000 : Virginie Guiraudon[10]
- 2001 : Pierre-André Taguieff
- 2002 : Eddy Fougier
- 2003 : Marc Lazar
- 2005 : Monique Canto-Sperber
- 2006 : Émile Perreau-Saussine
- 2007 : Jacques Sémelin et Ronald Hatto[11]
- 2009 : Gilles Kepel (catégorie « Chercheurs confirmés ») et François Purseigle[12], (catégorie « Jeunes espoirs »)

## Publications
- Avec François Goguel et Colette Ysmal, L'Élection présidentielle 1988 : résultats, analyses et commentaires, Le Figaro-Études politiques, 1988  (ISBN 2907488007)
- Avec Pascal Perrineau et Colette Ysmal, Le Vote éclaté. Les élections régionales et cantonales des 22 et 29 mars 1992, Presses de Sciences Po, 1992  (ISBN 2724606167)
- Le Nouvel Électeur, Vinci, 1996  (ISBN 2910313085)